# مقام النبي نوح
مقام النَّبي نوح، ويقع في غرب مدينة الكرك جنوب الأردن، وهو عبارة عن بناء صغير الحجم (57 مترًا مربعًا) من الحجر والطين باللون الأخضر تعلوه قبة يتوسط مقبرة مدينة الكرك والتي سُميت باسم "مقبرة نوح"، ويعود تاريخ البناء إلى العهد المملوكي، والذي تهدّم أكثر من مرة وأعيد ترميمه آخر مرة بشكل كامل من قبل الدولة العثمانية في العام 1920. وهذا المقام ليس ضريحًا، حيثُ يؤكد علماء التاريخ عدم بعثته في تلك المنطقة، ولكن يؤكدون مروره في تلك المنطقة. ويوجد ضريح آخر يُنسب للنبي نوح في منطقة كرك نوح في لبنان.